# Prvenstvo Avstralije 1919
Prvenstvo Avstralije 1919 v tenisu.

## Moški posamično
Algernon Kingscote :  Eric Pockley, 6–4, 6–0, 6–3

## Moške dvojice
Pat O'Hara Wood /  Ronald Thomas :  James Anderson /  Arthur Lowe, 7–5, 6–1, 7–9, 3–6, 6–3